# Maison du Commerce
La Maison du Commerce (finnois : Commercen talo) est un bâtiment situé dans le quartier de Nalkala au bord de la place centrale  à Tampere en Finlande,,.

## Histoire
L'édifice de 5 niveaux est construit en 1899 pour accueillir des commerces et des habitations.
Le bâtiment de style Jugendstil est conçu par le cabinet de Bertel Jung, Waldemar Andersin et Oscar Bomanson. Il abrite jusqu'en 1907 l'Hotelli Central.